# Marest-Dampcourt
Marest-Dampcourt è un comune francese di 337 abitanti situato nel dipartimento dell'Aisne della regione dell'Alta Francia.

## Società

### Evoluzione demografica
Abitanti censiti